# Felinkowa
Felinkowa – płaskie i rozległe wzniesienie w miejscowości Ryczów w województwie śląskim, w powiecie zawierciańskim, w gminie Ogrodzieniec. Na mapach opisane jest jako Góra Felinkowa. Ma kilka niewybitnych kulminacji, na jednej z nich mapa Geoportalu podaje wysokość 428,6 m. Znajduje się na terenie niezabudowanym. Piaszczyste wzniesienie jest częściowo porośnięte lasem, a częściowo pokryte łąkami. W lesie znajdują się wapienne skałki. Przez Felinkową biegnie droga z Ryczowa do Podzamcza. Drogą tą prowadzi pieszy Szlak Warowni Jurajskich oraz Jurajski Rowerowy Szlak Orlich Gniazd.
Pod względem geograficznym Felinkowa znajduje się w mikroregionie Wyżyna Ryczowska na Wyżynie Częstochowskiej będącej częścią Wyżyny Krakowsko-Częstochowskiej.
Przy drodze w pobliżu szczytu Felinkowej zamontowano tablicę informacyjną. Podaje ona, że w listopadzie i grudniu 1914 roku na polach Felinkowej pomiędzy wojskami austro-węgierskimi i rosyjskimi odbyła się bitwa określana nazwą Wielkiej batalii pod Pilicą. Licznych poległych żołnierzy obu stron pochowano na prowizorycznych cmentarzach polowych, później przeniesiono ich na cmentarz wojenny na Kozich Górkach.
Dzięki otwartym, trawiastym terenom ze wniesienia Felinkowa rozciąga się rozległy widok. W kierunku południowym widoczne jest Pasmo Smoleńsko-Niegowonickie z wniesieniami Dupnica, Długa Góra, Kaczmarkowa Skała, Straszykowa Góra, Ruska Góra.

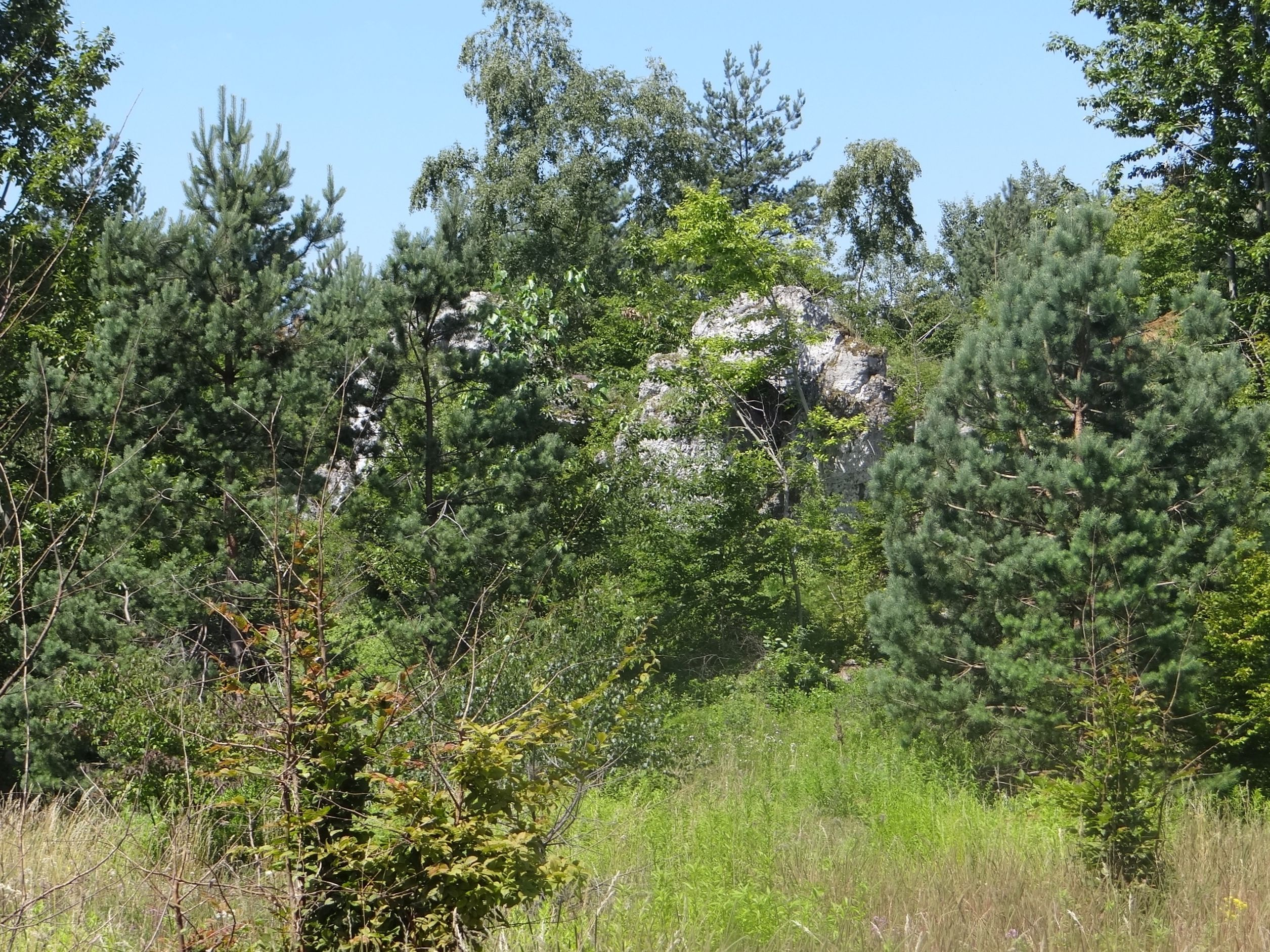
Skałki na szczycie Felinkowej
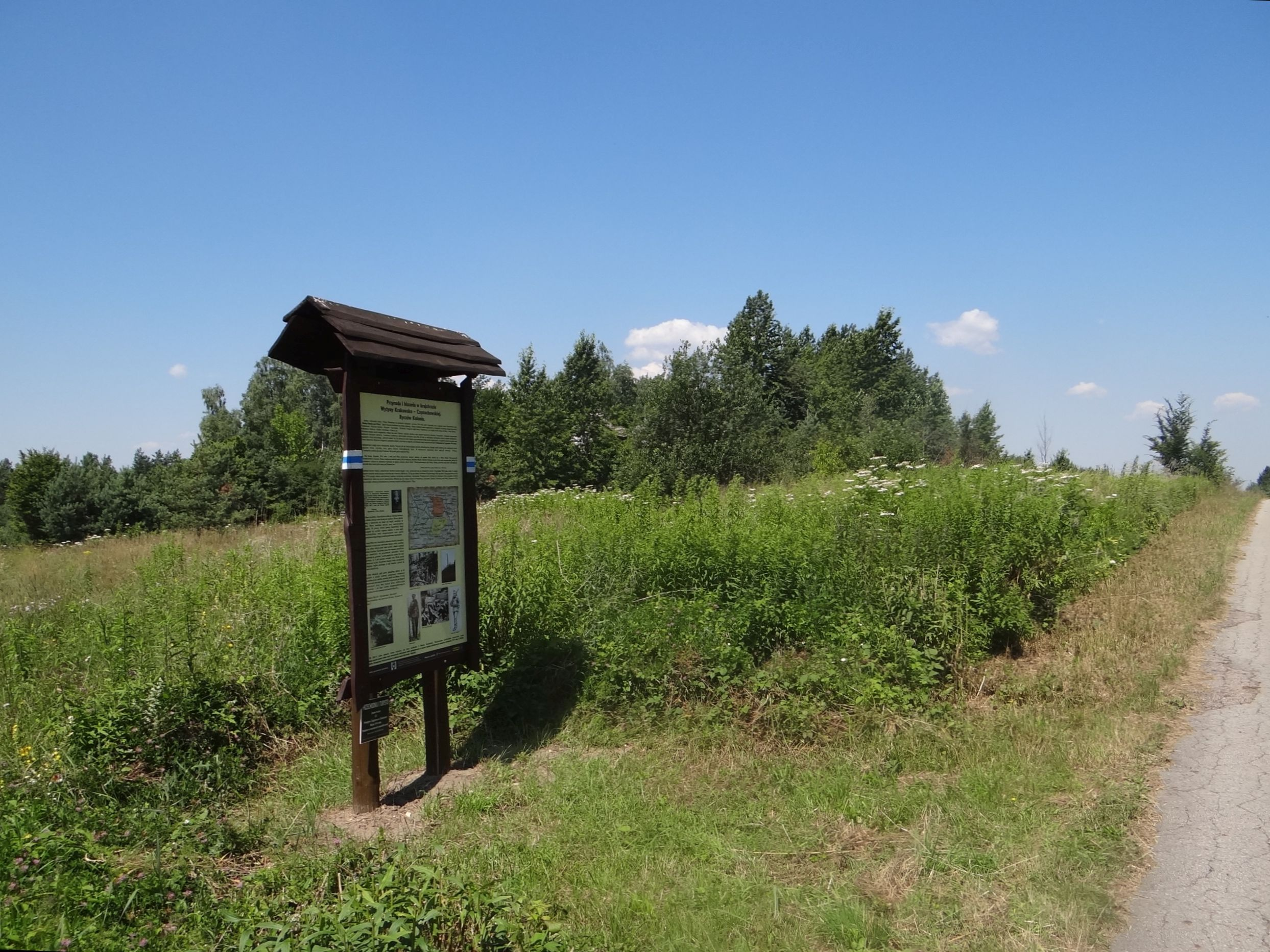
Tablica informacyjna
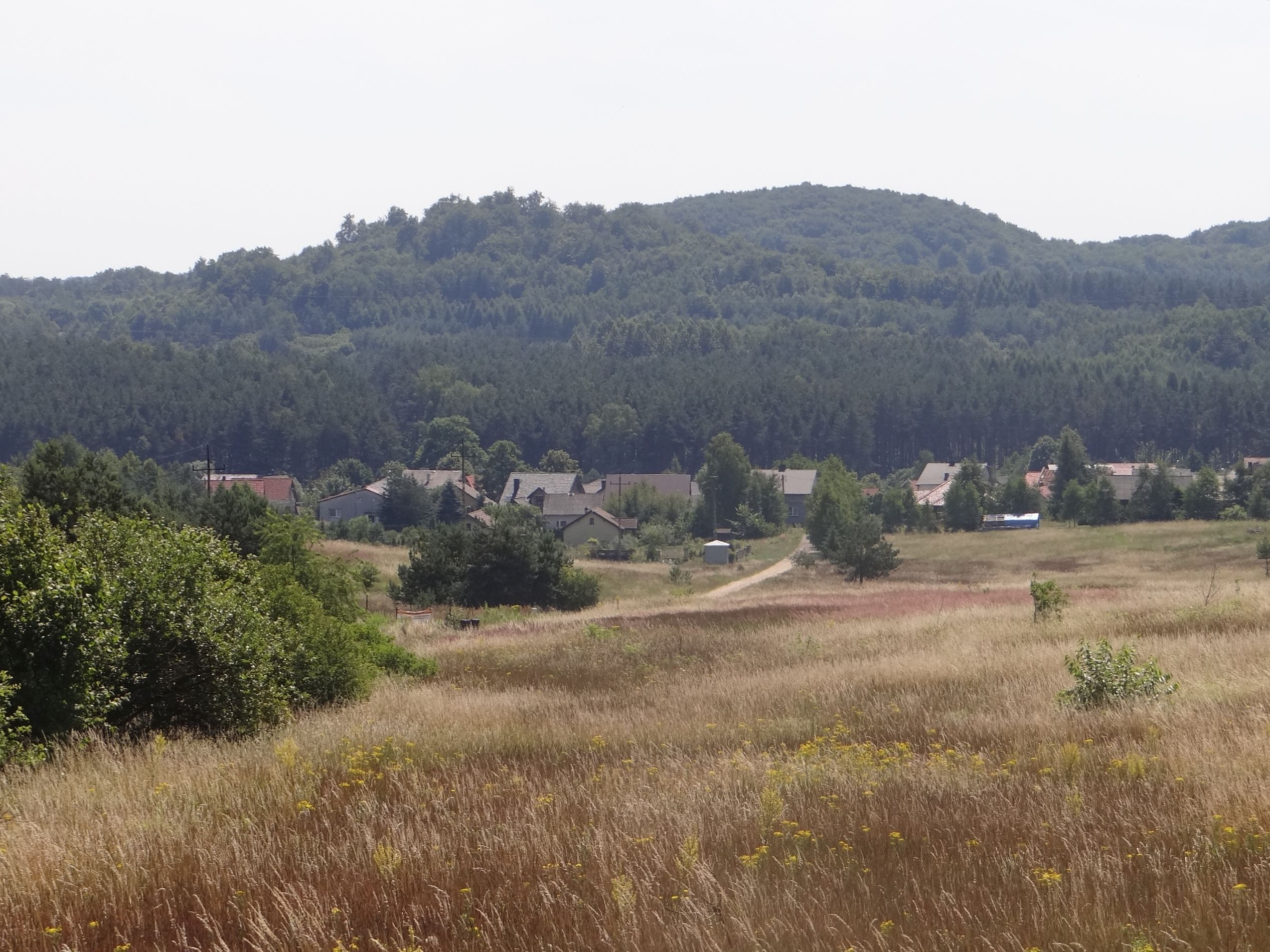
Widok z Felinkowej na wzgórze Dupnica
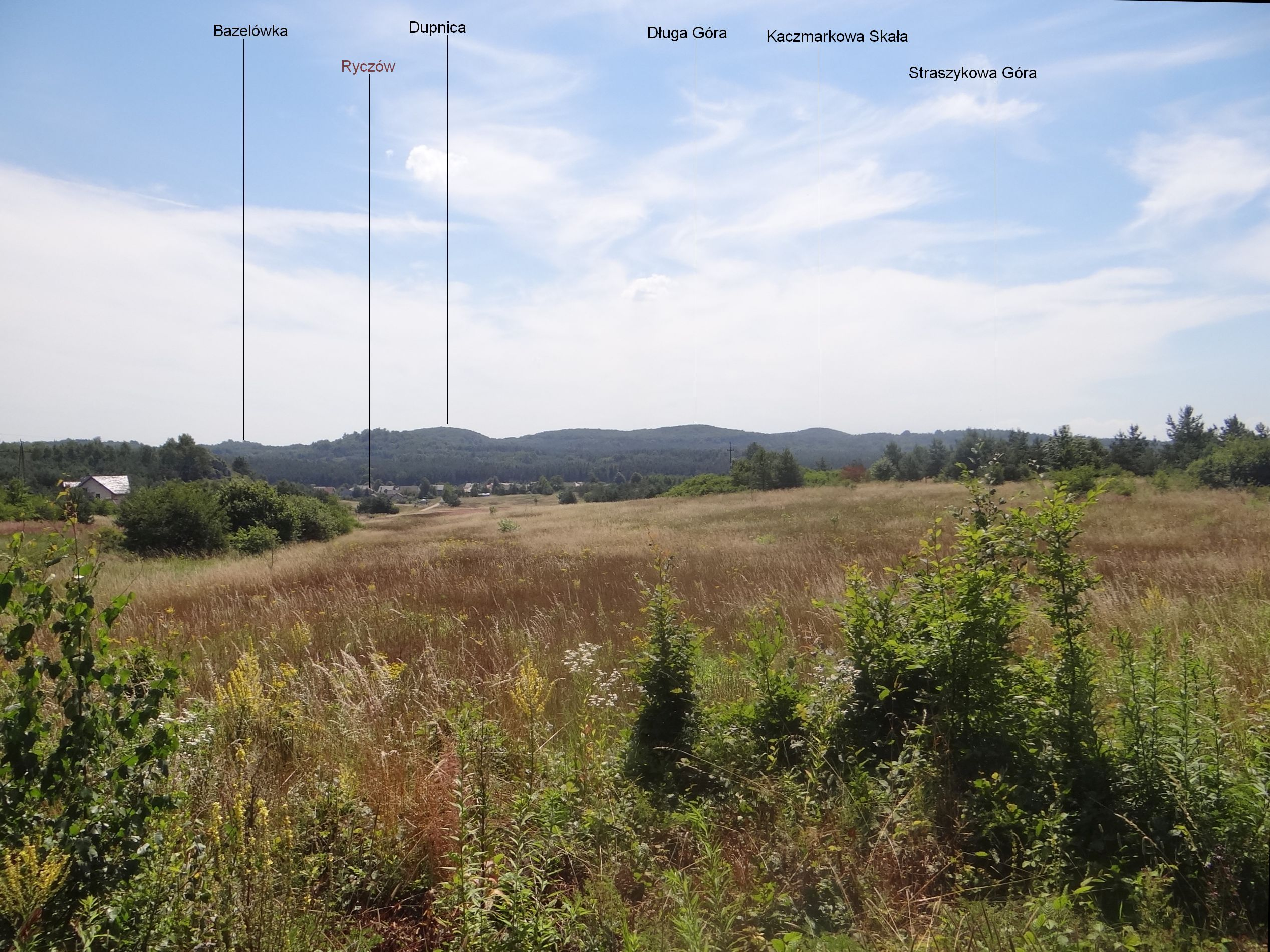
Widok z Felinkowej na południe